# La Pola Somiedo
La Pola Somiedo és una parròquia del concejo de Somiedo, al Principat d'Astúries. Alberga una població de 242 habitants (INE 2006) en 114 habitatges. Ocupa una extensió de 19 km². És la capital del concejo. Se celebra la festivitat del Rosari. El seu temple parroquial està dedicat a San Miguel.

## Barris
- Castru
- Pineda
- La Pola Somiedo